# Start Point (Livingston-Insel)
Der Start Point (englisch, in Argentinien sinngemäß identisch Punta Partida) ist eine Landspitze im Nordosten der Byers-Halbinsel am westlichen Ende der Livingston-Insel im Archipel der Südlichen Shetlandinseln. Sie liegt 1,5 km südwestlich des Essex Point und markiert die nordöstliche Begrenzung der Einfahrt zur Bucht New Plymouth sowie die südwestliche Begrenzung der Einfahrt zur Svishtov Cove.
Entdeckt und benannt wurde das Kap vom britischen Seefahrer Edward Bransfield im Jahr 1820. Namensgebend ist die gleichnamige Landspitze im Süden der englischen Grafschaft Devon und der Umstand, dass Bransfield hier die Erkundung der Südlichen Shetlandinseln begann.